# 현수제승법수 (서울특별시 유형문화재 제394호)
현수제승법수(賢首諸乘法數)는 서울특별시 중랑구 숙선옹주로69, 법장사에 있는 조선시대의 불경이다. 2016년 10월 6일 서울특별시의 유형문화재 제394호로 지정되었다.

## 지정 사유
당나라 승려 현수(賢首 643~712)가 편찬한 『현수제승법수』는 숫자가 포함된 불교 요어(要語)를 설명하는 일종의 간이 사전(辭典). 간기를 통해 중국에서 편찬되어 1572년 용천사에서 간행된 것을 알 수 있다. 이 책에는 기존에 지정된 건들인 봉서사본에는 없는 「장승법수초록」이하가 부록되어 있으며, 여타의 다른 본들이 낙장이 있거나 개장된 것임에 반해, 비교적 원형을 잘 유지하고 있다. 현재 지정된 건들이 모두 봉서사본(1500년)이고, 계통을 달리하는 용천사본은 자료가 증보되어 간행된 것으로서 자료적 가치가 높으므로 지정문화재로 지정할 가치가 있다고 판단된다.

## 조사 보고서
『현수제승법수』는 숫자가 포함된 불교 요어(要語)를 설명하는 일종의 간이 사전(辭典)이다. 현수(賢首 643~712)는 당나라 승려로, 이 책을 처음으로 편찬했다고 전해진다. 제승(諸乘)이란 대승(大乘)과 소승(小乘)의 모든 교리, 다시 말해 모든 진리를 가리키는 말이다. 법수(法數)란 불교의 진리를 뜻하는 법과 숫자가 합쳐진 요어를 말한다. 예를 들면 삼계(三界), 사체(四諦), 오온(五蘊), 십이인연(十二因緣), 칠십오법(七十五法)과 같은 어휘이다. 이 요어를 따라서 불법을 탐구하면 종지(宗旨)에 이를 수 있다는 뜻이다. 따라서 제목의 뜻은 현수가 편찬한 모든 경전의 숫자가 들어간 불교의 진리를 말하는 중요한 단어들의 해설집이라는 말이다. 즉 이런 어휘를 모두 수집하여 숫자를 오름차순으로 배열하고 그 아래에 간단한 설명이나 도식을 붙인 것이다.
이 책의 편찬 간행 경위를 알 수 있는 서발문은 다음과 같다.
| 이름/내역 | 찬자      | 작성시기              | 비고                         |
| --------- | --------- | --------------------- | ---------------------------- |
| 서문      | 누락됨    | 1427년(선덕 정미)     | 편찬 및 간행 경위 언급(중국) |
| 중편서문  | 天台 梵翶 | 1387년(홍무 정묘)     | 편찬 사실(중국)              |
| 발        | 戒嚴      |                       | 간행사실(조선)               |
| 간기      |           | 1572년(융경 6년 임신) | 용천사 간기                  |

서문(1427년)과 중편서문을 통해서 본 중국에서의 편찬 및 간행 경위는 다음과 같다.
- 본초화상(本{初和尙)은 현수가 편찬한 『제승법수』가 실전(失傳)된 것을 개탄하던 중 1384년(홍무 갑자 춘) 봄에 잠계(潜溪) 심(深)법사에게 부탁하여 새롭게 『제승법수』를 편찬하게 하였다.
- 잠계 심법사는 이름은 행심(行深) 자는 백연(伯淵), 잠계는 그의 별호이다. 중편서에 의하면 고소(姑蘇 강소성 오현) 송릉(松陵)의 잠계에 거주 하였으며, 보각(寶覺) 란(蘭)공에게 화엄의 종지를 배웠고, 서림(西林)의 행(行)공에게 가서 더욱 깨우침을 얻었다고 하였다.
- 행심(行深)은 1384년부터 1387년까지 이 책을 편찬하여 『현수법수(賢首法數)』라고 명칭하였는데, 이 책을 처음 편찬한 현수의 뜻을 계승한다는 의미라고 하였다. 따라서 범고의 서문도 거듭 편찬했다는 의미로 “중편(重編)”이라고 하였다. 권1의 앞에는 “고소동정사문행심편집(姑蘇洞庭沙門行深編集)”이라고 되어 있다.
- 서문에 의하면 이 책은 편찬이 완료된 후 40년이 지난 1427년 9월 난야(蘭若)에 머물고 있을 때 간행한 것으로 되어있다. 이 책에는 계엄(戒嚴)이 쓴 발이 있고, 그 다음에 간기가 붙어 있는데 그를 통해 본 간행 경위는 다음과 같다.
- 계엄은 이 책을 우연히 발견하고 중간하였다. 그런데 다만 중간한 것이 아니라, 「장승법수초록(藏乘法數抄錄)」 이하를 부록으로 붙이는 등 여러 가지 자료를 첨부하였다.
- 따라서 이 용천사본은 중국에서 간행된 『현수제승법수』를 바탕으로 여러 가지를 증보한 본이다.
- 계엄의 발문에는 증보한 이유에 대해서 비교적 상세하게 기록하고 있는데, 장승(藏乘) 즉 대장경에 수록된 법수 중에 『현수제승법수』에 빠진 것이 있으므로 『장승법수(藏乘法數)』를 초록하여 붙였고, 「불사의화상귀적결」은 오랫동안 자신이 가지고 있었는데 아직 세상에 간행되지 않은 것으로 후세의 귀감이 될 만하여 붙인 것이라고 언급하고 있다. 이 밖에도 궐자(闕字) 부분을 새기지 않은 것에 대해서도 언급하고 있다.

이 책의 내용은 다음과 같다. 각권에서 시작되는 항목과 끝나는 항목을 표기한 것이다.
| 목차/내용              | 自           | 至           | 비고            |
| ---------------------- | ------------ | ------------ | --------------- |
| 賢首諸乘法數序         |              |              |                 |
| 重編賢首法數序         |              |              |                 |
| 起敎佛祖               |              |              |                 |
| 권1                    | 一眞         | 三身本經說   | 권2표시 누락    |
| 권3                    | 華嚴三聖     | 智論三種相   |                 |
| 권4                    | 佛德四       | 四種偈       |                 |
| 권5                    | 五乘         | 小乘五位     |                 |
| 권6                    | 薄伽梵六義   | 六塵賊       |                 |
| 권7                    | 華嚴經題七字 | 七難         |                 |
| 권8                    | 八解脫       | 八貪         |                 |
| 권9                    | 華嚴九會說   | 天子九寺     |                 |
| 권10                   | 十法界       | 十化         |                 |
| 권11                   | 十一智       | 八萬四千法門 |                 |
| 沙門本勝讚法數銘       |              |              |                 |
| 八識心王諸門料簡       | 三性         | 五法攝三身   |                 |
|                        | 見惑八十八使 | 修惑八十一品 | 여타 본과 다름  |
| 藏乘法數抄錄           | 三身         | 眞如十一名   | 봉서사본에 없음 |
| 不思議和尙歸寂訣       |              |              | 이하 동일함.    |
| 歲旦五更看候法         |              |              |                 |
| 取後神光法七說中具子紐 |              |              |                 |
| 戒嚴 跋文              |              |              |                 |
| 刊記                   |              |              |                 |

위에서 설명한 바와 같이 용천사에서 간행된 이 책은 「장승법수초록」 이하가 부록되어 있다. 이는 봉서사본 등에는 없다. 특히 「팔식심왕제문요간(八識心王諸門料簡)」의 맨 마지막 판의 내용이 전혀 다른데, 봉서사본을 비롯하여 확인한 모든 본에서는 이 판에 육도십팔임지상섭(六度十八任持相攝), 삼전사체십이행법륜(三轉四諦十二行法輪), 오온섭백법(五蘊攝百法)의 모두 세 항목이 수록된 반면에 이 책에는 견혹팔십팔사(見惑八十八使), 수혹팔심일품(修惑八十一品)의 두 항목으로 되어 있다. 이 부분의 판차가 56인데, 동일한 용천사 간행본에서도 이 부분만 다른 점은 매우 특이하다.
목록상에 나타난 조선에서 간행된 주요한 『현수제승법수』는 다음과 같다. (수록내용은 확인되는 것만 수록함)
| 구분/내역  | 간행지                | 간행시기                | 수록내용                   | 소장처                           |
| ---------- | --------------------- | ----------------------- | -------------------------- | -------------------------------- |
| 鳳栖寺本   | 합천 가야산 봉서사    | 燈谷 발문 1500(연산군6) | 八識心王諸門料簡 까지 수록 | 하바드옌칭, 국중(BA古朝21-298-2) |
| 大山中庵本 | 황해도 수안 대산 중암 | 燈谷 발문 1566(명종21)  | 八識心王諸門料簡 까지 수록 | 송광사 성보박물관                |
| 龍泉寺本   | 전라도 담양 용천사    | 戒嚴 발문 1572(선조5)   | 56판 다름                  | 국중(BA1703-15)                  |
| 法住寺本   | 충청도 보은 법주사    | 1586(선조19)            |                            | 계명대                           |
| 開興寺本   | 전남 보성 개흥사      | 戒嚴 발문 1647(인조25)  | 용천사본과 동일            | 국중(BC古朝21-258)               |
| 肝月寺本   | 경상도 언양 간월사    | 1673(현종14)            |                            | U.C.버클리                       |

이 책은 비교적 원형이 잘 유지되고 있다. 여타의 다른 본들은 앞 뒤나 혹은 중간에 낙장이 있거나 (하바드 옌칭소사어이티 본) 개장된 것인데(국중 소장본) 반하여 이 책은 개장의 흔적이 없고, 낙장도 없으며, 서책의 상태도 비교적 좋은 편이다.
『현수제승법수』의 지정현황을 보면 경기도 시도유형문화재 제169호 및 219호, 충청북도 시도유형문화재 343호, 울산광역시 문화재자료 제28호로 모두 네 건이 지정되어 있다. 이들은 모두 1500년 봉서사에서 간행된 본이다. 따라서 이 봉서사본과 계통을 달리하는 서울 법장사 소장 용천사본은 여러 가지 자료가 증보되어 1572년에 간행된 것으로서 그 자료적 가치가 높다고 판단된다.

## 같이 보기
- 현수제승법수

## 참고 자료
- 현수제승법수 - 국가유산청 국가유산포털